# Else Cross
Else Cross (geborene Else Krams, verheiratete Else Gross; * 17. Dezember 1902 in Czernowitz, Bukowina; † 31. Oktober 1987 in London) war eine österreichisch-englische Pianistin und Klavierpädagogin.

## Leben
Else Cross wurde als Tochter des jüdischen Prokuristen David Osias Krams 1902 in Czernowitz geboren. Sie besuchte ein Mädchengymnasium in ihrer Geburtsstadt und ließ früh ihre Begabung für Musik erkennen. Ihre ersten Klavierstunden nahm sie am ortsansässigen Konservatorium bei Aglaia Klug, einer bekannten Czernowitzer Musikpädagogin jener Zeit. Schon damals gab das junge Mädchen Konzerte in der Heimatregion. Später, etwa 1929, ging sie nach Wien, wo sie ein Studium aufnahm und 1931 ihren Cousin, den Rechtsanwalt Dr. Leonhard Gross, heiratete, der in Czernowitz ihr Nachbar gewesen war.
Zunächst studierte Else Gross an der Wiener Akademie bei Ella Kerndl Klavier. Sie intensivierte ihre Ausbildung alsbald mit Klavierstunden bei Eduard Steuermann und ergänzendem praktischem und theoretischem Unterricht bei Anton Webern. Webern vertiefte ihre Kenntnisse in Harmonielehre und vermittelte ihr Einfühlungsvermögen und Techniken hinsichtlich der Analyse und Interpretation von Musikstücken. An der Universität Wien schrieb sie sich im Fach Musikwissenschaft ein und studierte bei Robert Lach, Egon Wellesz, Alfred Orel und Robert Haas. Ihre Dissertation über Das deutsche lyrische Klavierstück von Mendelssohn bis Reger wurde 1934 vorgelegt. Zur Promotion kam es allerdings nicht mehr.
Gross arbeitete seit 1933 als Pianistin und Klavierlehrerin in Wien und verkehrte in den Wiener intellektuellen Kreisen um Frank Wedekind, Arnold Schönberg und Sigmund Freud. Konzertgastspiele führten sie unter anderem nach Paris, Zürich, Mailand, Rom, London und Bukarest. Mit Hitlers Annexion von Österreich schwand die persönliche Sicherheit und Else Gross floh 1938 mit ihrer Mutter und ihrem Ehemann nach England.
1941 geriet sie ins Visier der Herausgeber des Lexikons der Juden in der Musik. Die Universität Wien vermeldete, die vor Jahren abgegangene Studentin sei „deutscher Volkszugehörigkeit“ und konfessionslos, aber ihr Gatte sei Jude. Dieser war zwischenzeitlich in die British Army eingetreten, während Else Cross – wie der Familienname inzwischen geschrieben wurde – sich alleine im neuen fremden Umfeld zu behaupten lernte. Ein Gefühl der Heimat vermittelte ihr das Wiedersehen mit Wiener Bekannten wie Egon Wellesz und Karl Franz Rankl. Sie schloss auch Freundschaften mit emigrierten Vertretern der Schönberg/Webern-Richtung wie Erwin Stein und Leopold Spinner. Im Rahmen ihrer wieder aufgenommenen Konzerttätigkeit war sie an mehreren Ur- und Erstaufführungen in England von Werken der Wiener Schule beteiligt. Häufig trat sie von einem Violinisten oder einer Violinistin begleitet als Duo auf. Klavierkonzerte waren nach dem Krieg auch wieder im deutschsprachigen Raum möglich. So spielte sie beispielsweise in Hamburg, Salzburg und Wien. Auch im britischen und österreichischen Rundfunk gab sie Kostproben ihres Könnens; die Tonbänder der BBC sind komplett verschollen und beim ORF existiert nur eine Aufnahme.
Ihren Wiedereinstieg in die Lehrtätigkeit unternahm Cross an verschiedenen Colleges. Erst 1962 wurde ihr eine Professur für Klavier an der Londoner Royal Academy of Music angeboten. Dort wirkte sie bis zum Eintritt in den Ruhestand im Jahre 1982 über 20 Jahre lang. Außerdem gab sie nebenher und über die Pensionierung hinaus Privatunterricht für Vervollkommnung anstrebende Musikhochschulabsolventen und Volkshochschulkurse für weniger Geübte. Sie schrieb auch Essays über Musikthemen. Des Weiteren stiftete Else Cross einen Brahmspreis und einen Interpretationspreis für zeitgenössische Klaviermusik.
Else Cross verstarb am 31. Oktober 1987 in ihrem Haus in London.